# Andrea Masiello
Andrea Masiello (Viareggio, 5 de fevereiro de 1986) é um futebolista profissional italiano, que atua como Lateral-Direito.

## Carreira
Jogou no Juventus Football Club, Unione Sportiva Avellino, Associazione Sportiva Bari e atualmente é atleta do Atalanta Bergamasca Calcio.
Em 2 de abril de 2012 foi preso pela polícia italiana sob suspeita de manipulação de resultados no futebol italiano.